# National Premier Soccer League
La National Premier Soccer League, abbreviata in NPSL, è una lega calcistica statunitense che opera come campionato di quarta divisione nazionale dopo Major League Soccer, USL Championship e USL League One.
Affiliata alla United States Adult Soccer Association (USASA), federazione dilettantistica riconosciuta dalla U.S. Soccer Federation, permette tramite tale organismo di qualificare proprie squadre alla Lamar Hunt U.S. Open Cup, ovvero la coppa nazionale degli Stati Uniti.
Nata nel 2002 come lega regionale delle squadre occidentali, ha assunto il nome attuale nel 2003 e al 2019 ha 85 squadre su 29 stati.
Nel 2019 ha fondato un nuovo torneo professionistico "NPSL Members Cup", con sei club iscritti, che si svolge dopo la stagione regolare del NPSL. L'intento era di allargare le iscrizioni nel 2020 creando così un nuovo campionato da inserire nella piramide calcistica statunitense, ma quest'ultimo non ha mai visto la luce.

## Squadre della stagione 2021[2]

### East Region

#### Keystone Conference
- Atlantic City FC
- Electric City Shock
- First State FC
- Hershey FC
- FC Monmouth
- FC Motown
- Torch FC
- West Chester United SC

#### Mid Atlantic Conference
- FC Baltimore Christos
- FC Frederick
- Northern Virginia United
- Philadelphia Lone Star FC
- Virginia Beach FC

#### North Atlantic Conference
- Boston City FC
- Greater Lowell Rough Diamonds
- Hartford City FC
- Kingston Stockade FC
- Valeo FC

#### Southeast Conference
- Appalachian FC
- Georgia Revolution FC
- Georgia Storm
- LSA Athletico Lanier
- Metro Louisville FC
- North Alabama FC

### South Region

#### Gulf Coast Conference
- AFC Mobile
- Florida Roots FC
- Jacksonville Armada FC U-23
- New Orleans Jesters
- Pensacola FC
- Port City FC
- Southern States FC
- Tallahassee SC

#### Sunshine Conferencee
- Boca Raton FC
- Central Florida Panthers SC
- Miami Dutch Lions FC
- Miami United FC
- Naples United FC
- Storm FC

#### Heartland Conference
- Arkansas Wolves FC
- Dallas City FC
- Demize NPSL
- Ozark FC
- Tulsa Athletic

#### Lone Star Conference
- Austin United FC
- FC Brownsville
- Coyotes FC
- Denton Diablos FC
- Fort Worth Vaqueros FC
- Irving FC
- Katy 1895 FC
- Laredo Heat SC
- Midland-Odessa Sockers FC

### Midwest Region

#### Great Lakes Conference
- Carpathia FC
- FC Columbus
- FC Indiana
- FC Milwakee Torrent
- Muskegon Risers
- Panathinaikos Chicago

### North Conference
- Dakota Fusion FC
- Duluth FC
- Joy St. Louis Park
- LC Aris FC
- Med City FC
- Minneapolis City SC
- Sioux Falls Thunder FC

### Rust Belt Conference
- Cleveland SC
- Erie Commodores FC
- FC Buffalo
- Pittsburgh Hotspurs
- Rochester Lancers
- Syracuse FC

### West Region

#### Golden Gate Conference
- Academica SC
- El Farolito
- FC Davis
- Napa Valley 1839 FC
- Oakland Stompers
- Sacramento Gold FC
- Sonoma County Sol FC

#### Northwest Conference
- Crossfire Redmond
- International Portland Select FC
- OSA Seattle FC
- PDX FC
- Spokane SC Shadow
- Tacoma Stars

#### Southwest Conference
- AS Los Angeles
- ASC San Diego
- FC Arizona
- High Desert Elite FC
- Las Vegas Legends FC
- Temecula FC

## Squadre della stagione 2019
| Northeast Region             | Northeast Region          | Northeast Region    | Northeast Region    |
| Atlantic Conference          | Atlantic Conference       | Atlantic Conference | Atlantic Conference |
| Club                         | Città                     | Stato               | Dal                 |
| ---------------------------- | ------------------------- | ------------------- | ------------------- |
| Boston City                  | Boston                    | Massachusetts       | 2016                |
| Brooklyn Italians            | Brooklyn                  | New York            | 2010                |
| Greater Lowell Utd           | Lowell                    | Massachusetts       | 2013                |
| Kingston Stockade            | Kingston                  | New York            | 2016                |
| New York A.C.                | Pelham                    | New York            | 2008                |
| N.Y. Cosmos B                | Hempstead                 | New York            | 2015                |
| Hartford                     | West Hartford             | Connecticut         | 2012                |
| Newy York Athletic           | Travers Island (New York) | New York            | 2012                |
| Keystone Conference          |                           |                     |                     |
| Club                         | Città                     | Stato               | Dal                 |
| Buxmont Torch                | Perkasie                  | Pennsylvania        | 2011                |
| Clarkstown S.C. Eagles       | Clarkstown                | New York            | 2013                |
| Electric City Shock          | Scranton                  | Pennsylvania        | 2014                |
| GBFC Thunder                 | Binghamton                | New York            | 2012                |
| Hershey FC                   | Hershey                   | Pennsylvania        | 2013                |
| M. C. Colonials              | Madison                   | New Jersey          | 2008                |
| Junior Lone Star             | Drexel Hill               | Pennsylvania        | 2012                |
| New Jersey Copa FC           | Metuchen                  | New Jersey          | 2016                |
| Mid-Atlantic Conference      |                           |                     |                     |
| Club                         | Città                     | Stato               | Dal                 |
| ASA Charge                   | Gambrills                 | Maryland            | 2013                |
| Chesterfield United          | Chesterfield Court House  | Virginia            | 2012                |
| Frederick                    | Frederick                 | Maryland            | 2015                |
| Fredericksburg FC            | Fredericksburg            | Virginia            | 2015                |
| V. Legacy 76                 | Williamsburg              | Virginia            | 2013                |
| Virginia Beach City          | Virginia Beach            | Virginia            | 2013                |
| South Region                 |                           |                     |                     |
| South Atlantic Conference    |                           |                     |                     |
| Club                         | Città                     | Stato               | Dal                 |
| Atlanta Silverbacks Reserves | Atlanta                   | Georgia             | 2008                |
| Carolina RailHawks U-23      | Cary                      | Carolina del Nord   | 2014                |
| Carolina Discoveries         | Rock Hill                 | Carolina del Sud    | 2013                |
| Georgia Revolution           | Conyers                   | Georgia             | 2011                |
| M.B. Mutiny                  | Myrtle Beach              | Carolina del Sud    | 2013                |
| Tobacco Road                 | Raleigh                   | Carolina del Nord   | 2016                |
| South Central Conference     |                           |                     |                     |
| Club                         | Città                     | Stato               | Dal                 |
| S.A. Corinthians             | San Antonio               | Texas               | 2014                |
| Dallas City                  | Dallas                    | Texas               | 2014                |
| Houston Dutch Lions          | Conroe                    | Texas               | 2016                |
| FC Wichita                   | Wichita                   | Kansas              | 2015                |
| F. Worth Vaqueros            | Fort Worth                | Texas               | 2014                |
| Houston Regals               | Houston                   | Texas               | 2015                |
| Joplin Demize                | Joplin                    | Missouri            | 2014                |
| Little Rock Rangers          | Little Rock               | Arkansas            | 2016                |
| Liverpool Warriors           | Saginaw                   | Texas               | 2013                |
| Shreveport Rafters           | Shreveport                | Louisiana           | 2016                |
| Tulsa Athletics              | Tulsa                     | Oklahoma            | 2013                |
| Southeast Conference         |                           |                     |                     |
| Club                         | Città                     | Stato               | Dal                 |
| Birmingham Hammers           | Vestavia Hills            | Alabama             | 2016                |
| Chattanooga FC               | Chattanooga               | Tennessee           | 2009                |
| Knoxville Force              | Knoxville                 | Tennessee           | 2011                |
| Memphis City                 | Memphis                   | Tennessee           | 2016                |
| New Orleans Jesters          | New Orleans               | Louisiana           | 2013                |
| Sunshine Conference          |                           |                     |                     |
| Club                         | Città                     | Stato               | Dal                 |
| Ft. Lauderdale Strikers U-23 | Fort Lauderdale           | Florida             | 2016                |
| Jacksonville Armada U-23     | Jacksonville              | Florida             | 2016                |
| Kraze United                 | Orlando                   | Florida             | 2015                |
| Miami Fusion                 | Miami                     | Florida             | 2015                |
| Miami Utd                    | Miami Beach               | Florida             | 2013                |
| Storm FC                     | Miramar                   | Florida             | 2013                |
| T.B. Rowdies 2               | Tampa                     | Florida             | 2016                |
| Weston FC                    | Weston                    | Florida             | 2015                |
| Midwest Region               |                           |                     |                     |
| Great Lakes East Conference  |                           |                     |                     |
| Club                         | Città                     | Stato               | Dal                 |
| AFC Cleveland                | Cleveland                 | Ohio                | 2012                |
| Erie Commodores              | Erie                      | Pennsylvania        | 2009                |
| FC Buffalo                   | Buffalo                   | New York            | 2010                |
| Indiana Lions                | Lafayette                 | Indiana             | 2015                |
| Indy Eleven NPSL             | Westfield                 | Indiana             | 2014                |
| R. River DogZ                | Rochester                 | New York            | 2016                |
| Great Lakes West Conference  |                           |                     |                     |
| Club                         | Città                     | Stato               | Dal                 |
| AFC Ann Arbor                | Ann Arbor                 | Michigan            | 2016                |
| Dayton Dynamo                | Dayton                    | Ohio                | 2014                |
| Detroit City                 | Hamtramck                 | Michigan            | 2012                |
| Grand Rapids FC              | Grand Rapids              | Michigan            | 2016                |
| Kalamazoo FC                 | Kalamazoo                 | Michigan            | 2016                |
| Lansing Utd                  | Lansing                   | Michigan            | 2014                |
| Michigan Stars               | Pontiac                   | Michigan            | 2013                |
| Central Conference           |                           |                     |                     |
| Club                         | Città                     | Stato               | Dal                 |
| Chicago Mustangs             | Lake Barrington           | Illinois            | 2016                |
| LC Aris FC                   | La Crosse                 | Wisconsin           | 2009                |
| Milwaukee Torrent            | Milwaukee                 | Wisconsin           | 2016                |
| Minnesota TwinStars          | Maple Grove               | Minnesota           | 2005                |
| West Region                  |                           |                     |                     |
| Golden Gate Conference       |                           |                     |                     |
| Club                         | Città                     | Stato               | Dal                 |
| CD Aguiluchos                | Oakland                   | California          | 2013                |
| Real San Jose                | San Jose                  | California          | 2007                |
| Sacramento Gold              | West Sacramento           | California          | 2010                |
| S.F. Stompers                | Hayward                   | California          | 2012                |
| Sonoma County Sol            | Santa Rosa                | California          | 2005                |
| Northwest Conference         |                           |                     |                     |
| Club                         | Città                     | Stato               | Dal                 |
| FC Tacoma 253                | Tacoma                    | Washington          | 2015                |
| Spartans FC                  | Portland                  | Oregon              | 2014                |
| Southwest Conference         |                           |                     |                     |
| Club                         | Città                     | Stato               | Dal                 |
| Albion SC Pros               | San Diego                 | California          | 2016                |
| Corinthians USA              | Fontana                   | California          | 2016                |
| Deportivo Coras              | Riverside                 | California          | 2015                |
| FC Force                     | El Centro                 | California          | 2014                |
| FC Hasental                  | Agoura Hills              | California          | 2011                |
| North County Battalion       | San Diego                 | California          | 2016                |
| Southern California SC       | San Bernardino            | California          | 2016                |
| Temecula FC                  | Temecula                  | California          | 2014                |

## Squadre della stagione 2015

### Northeast Region

#### Mid Atlantic Conference
- ASA Charge
- Chesterfield United
- Frederick
- Fredericksburg FC
- V. Legacy 76
- Virginia Beach City

#### North Atlantic Conference
- Brooklyn Italians
- Greater Lowell Utd
- New York A.C.
- N.Y. Cosmos B
- RI Reds
- Seacoast U. Mariners
- Seacoast U. Phantoms

#### Keystone Conference
- Buxmont Torch
- Clarkstown S.C. Eagles
- Electric City
- GBFC Thunder
- Hershey FC
- M. C. Colonials

### South Region

#### South Atlantic Conference
- Carolina RailHawks U-23
- Carolina Discoveries
- M.B. Mutiny
- Upward Stars

#### Sunshine Conferencee
- Jacksonville United
- Kraze United
- Miami Fusion
- Miami Utd
- Storm FC
- Weston FC

#### Southeast Conference
- Atlanta Silverbacks Reserves
- Chattanooga FC
- Georgia Revolution
- Knoxville Force
- New Orleans Jesters

#### South Central Conference
- S.A. Corinthians
- Dallas City
- FC Wichita
- F. Worth Vaqueros
- Houston Regals
- Joplin Demize
- Liverpool Warriors
- Tulsa Athletics

### Midwest Region

#### Midwest Region Conference
- AFC Cleveland
- Erie Commodores
- FC Buffalo
- F. Pitt Regiment
- Cincinnati Saints
- Detroit City
- Indiana Lions
- Indiana Fire
- Lansing Utd
- Michigan Stars
- Madison 56ers
- Minnesota TwinStars
- Minnesota Utd Reserves

### West Region

#### Golden Gates Conference
- CD Aguiluchos
- Real San Jose
- Sacramento Gold
- S.F. Stompers
- Sonoma County Sol

#### Northwest Conference
- FC Tacoma 253
- Spartans FC

#### Southwest Conference
- Deportivo Coras
- FC Force
- FC Hasental
- San Diego Flash
- Temecula FC

## Albo d'oro
- 2022 NPSL -  FC Motown
- 2021 NPSL -  Denton Diablos
- 2020 NPSL - stagione non disputata a causa della pandemia di COVID-19
- 2019 NPSL -  Miami FC
- 2018 NPSL -  Miami FC 2
- 2017 NPSL -  Elm City Express
- 2016 NPSL -  AFC Cleveland
- 2015 NPSL -  N.Y. Cosmos B
- 2014 NPSL -  N.Y. Red Bulls U-23
- 2013 NPSL -  RVA FC
- 2012 NPSL -  Leigh Valley Utd
- 2011 NPSL -  Jacksonville United
- 2010 NPSL -  Sacramento Gold
- 2009 NPSL -  Sonoma County Sol
- 2008 NPSL -  Pennsylvania Stoners
- 2007 NPSL -  Southern California Fusion
- 2006 NPSL -  Sacramento Knights
- 2005 NPSL -  Detroit Arsenal
- 2004 MPSL -  Utah Salt Ratz
- 2003 MPSL -  Arizona Sahuaros

## Ex club della MPSL/NPSL
- Chico Rooks (2003-06)
- Colorado Crimson (2007)
- Denver Kickers (2006-07)
- Detroit Arsenal (2005-06)
- FC Indiana (2007)
- Grand Rapids Alliance (2002-06)
- Idaho Wolves (2004)
- Indianapolis Braves (2007)
- Las Vegas Strikers (2003-06)
- Northern Nevada Aces (2003-04)
- NSC United (2005-06)
- Phoenix Banat Storm (2006)
- Real Shore FC (2007)
- Redwood City Ruckus (2006)
- San Diego Pumitas (2005-07)
- San Jose Frogs (2006) (dal 2007 milita nella PDL)
- Southern California Fusion (2006-07)
- Tucson Tiburons (2003)
- Utah Salt Ratz (2003-04)